# まねまねバンバン
『まねまねバンバン』は、1969年4月3日から同年8月5日まで日本テレビ系列局で放送されていた読売テレビ製作のクイズ番組である。カラー放送。全11回。エースコックの一社提供。

## 概要
毎回さまざまな芸能人をゲストに招き、彼らに「まねまねアクション」などのジェスチャーゲームを紅白対抗戦形式でさせていた公開番組。司会は八代英太が務めていた。
この番組が行っていた「箱の中に入っている物を手袋をはめた手で触って当てるゲーム」（通称「箱の中身はなんだろな」）は、同じく読売テレビ製作・エースコック提供の後継番組『スターびっくり箱』に引き継がれた。

## 放送時間
いずれも日本標準時。
- 木曜 21:00 - 21:30 （1969年4月3日 - 1969年7月31日）[1] - プロ野球ナイター中継がある日には放送を休止。
- 火曜 19:30 - 20:00 （1969年8月5日）

## 放送リスト
| 回 | 放送日  | ゲスト                                                                           | 備考                   |
| -- | ------- | -------------------------------------------------------------------------------- | ---------------------- |
| 1  | 4月3日  | 宍戸錠、若水ヤエ子、横山やすし・西川きよし、白木みのる、泉アキ、五代目春風亭柳朝 |                        |
| 2  | 4月10日 | 柳家金語楼、有島一郎、夢路いとし・喜味こいし、桜京美、関千恵子                   |                        |
| 3  | 4月17日 | 上田吉二郎、秋田Aスケ・Bスケ、武智豊子、山東昭子、江夏圭介                       |                        |
| 4  | 4月24日 | 柳家金語楼、中田ダイマル・ラケット、田崎潤、矢吹健                               | [ 1 ]                  |
| 5  | 5月1日  | 柳家金語楼、左卜全、茶川一郎、佐々十郎、関千恵子                                 |                        |
| 6  | 5月22日 | 水原弘、佐川満男、ヒデとロザンナ、高田美和                                       |                        |
| 7  | 5月29日 | 堀内美紀、山本リンダ、南利明、関千恵子                                           |                        |
| 8  | 6月19日 | 芦屋雁之助、芦屋小雁、小野栄一、桂歌丸、桂三枝                                   |                        |
| 9  | 7月24日 | 茶川一郎、南利明、柏木由紀子、柳家金語楼、白木みのる、松岡きっこ                 |                        |
| 10 | 7月31日 | 南利明、柳家金語楼、桜井浩子、平凡太郎、島田洋之介・今喜多代                     | ここまで木曜日に放送   |
| 11 | 8月5日  | コント55号、茶川一郎、白木みのる、ミス・ワカサ                                   | この回のみ火曜日に放送 |

参考：『朝日新聞縮刷版』朝日新聞社、1969年4月3日 - 同年8月5日付のラジオ・テレビ欄。

## 参考資料
- 読売新聞縮刷版[どれ?]